# Partecipanti alla Japan Cup 2023
Elenco dei partecipanti alla Japan Cup 2023.
La Japan Cup 2023 è stata la trentesima edizione della corsa. Alla competizione presero parte 19 squadre: 7 con licenza UCI World Tour 2023, 3 UCI ProTeam, 8 UCI Continental Team e 1 selezione nazionale.
Partenza con 111 ciclisti accreditati.

## Corridori per squadra
Nota: R ritirato, NP non partito, FT fuori tempo, SQ squalificato
| EF Education-EasyPost    | EF Education-EasyPost    | EF Education-EasyPost    | Bahrain Victorious     | Bahrain Victorious     | Bahrain Victorious     | Cofidis           | Cofidis             | Cofidis           |
| ------------------------ | ------------------------ | ------------------------ | ---------------------- | ---------------------- | ---------------------- | ----------------- | ------------------- | ----------------- |
| N°                       | Ciclista                 | Clas.                    | N°                     | Ciclista               | Clas.                  | N°                | Ciclista            | Clas.             |
| 1                        | Andrea Piccolo           | R                        | 11                     | Yukiya Arashiro        | 47°                    | 21                | Guillaume Martin    | 3°                |
| 2                        | Simon Carr               | R                        | 12                     | Nicolò Buratti         | R                      | 22                | Alexandre Delettre  | 37°               |
| 3                        | Sean Quinn               | 45°                      | 13                     | Hermann Pernsteiner    | 16°                    | 23                | Axel Zingle         | 7°                |
| 4                        | Odd Christian Eiking     | 12°                      | 14                     | Sergio Tu              | R                      | 24                | François Bidard     | R                 |
| 5                        | James Shaw               | 46°                      | 15                     | Edoardo Zambanini      | 17°                    | 25                | Pierre-Luc Périchon | R                 |
| 6                        | Michael Valgren          | 9°                       |                        |                        |                        | 26                | Hugo Toumire        | 33°               |
| Intermarché-Circus-Wanty | Intermarché-Circus-Wanty | Intermarché-Circus-Wanty | Lidl-Trek              | Lidl-Trek              | Lidl-Trek              | Soudal Quick-Step | Soudal Quick-Step   | Soudal Quick-Step |
| N°                       | Ciclista                 | Clas.                    | N°                     | Ciclista               | Clas.                  | N°                | Ciclista            | Clas.             |
| 31                       | Simone Petilli           | 35°                      | 41                     | Giulio Ciccone         | NP                     | 51                | Julian Alaphilippe  | 38°               |
| 32                       | Lorenzo Rota             | 8°                       | 42                     | Julien Bernard         | 10°                    | 52                | James Knox          | R                 |
| 33                       | Rein Taaramäe            | R                        | 44                     | Juan Pedro López       | R                      | 53                | Fausto Masnada      | 14°               |
| 34                       | Rui Costa                | 1°                       | 45                     | Bauke Mollema          | 13°                    | 54                | Pieter Serry        | 18°               |
| 35                       | Georg Zimmermann         | 5°                       | 46                     | Edward Theuns          | R                      | 55                | Stan Van Tricht     | 20°               |
| 36                       | Francesco Busatto        | 21°                      |                        |                        |                        | 56                | Ilan Van Wilder     | R                 |
| Team Jayco AlUla         | Team Jayco AlUla         | Team Jayco AlUla         | Israel-Premier Tech    | Israel-Premier Tech    | Israel-Premier Tech    | Lotto Dstny       | Lotto Dstny         | Lotto Dstny       |
| N°                       | Ciclista                 | Clas.                    | N°                     | Ciclista               | Clas.                  | N°                | Ciclista            | Clas.             |
| 61                       | Eddie Dunbar             | R                        | 71                     | Chris Froome           | R                      | 82                | Pascal Eenkhoorn    | 22°               |
| 62                       | Felix Engelhardt         | 2°                       | 72                     | Nadav Raisberg         | 36°                    | 83                | Eduardo Sepúlveda   | 19°               |
| 63                       | Jan Maas                 | 24°                      | 73                     | Ben Hermans            | R                      | 84                | Maxim Van Gils      | 4°                |
| 64                       | Hamish McKenzie          | R                        | 74                     | Jonatan Abudraham      | 31°                    | 85                | Milan Paulus        | R                 |
| 65                       | Lucas Hamilton           | 11°                      | 75                     | Riley Sheehan          | 6°                     | 86                | Ramses Debruyne     | 23°               |
| 66                       | Kevin Colleoni           | R                        | 76                     | Brady Gilmore          | R                      |                   |                     |                   |
| Team Novo Nordisk        | Team Novo Nordisk        | Team Novo Nordisk        | Ljubljana Gusto Santic | Ljubljana Gusto Santic | Ljubljana Gusto Santic | JCL Team Ukyo     | JCL Team Ukyo       | JCL Team Ukyo     |
| N°                       | Ciclista                 | Clas.                    | N°                     | Ciclista               | Clas.                  | N°                | Ciclista            | Clas.             |
| 91                       | Hamish Beadle            | 26°                      | 101                    | Natan Gregorčič        | R                      | 112               | Nariyuki Masuda     | 43°               |
| 92                       | Sam Brand                | R                        | 102                    | Dylan Hopkins          | 27°                    | 113               | Benjamín Prades     | R                 |
| 93                       | Quinten De Graeve        | R                        | 103                    | Viktor Potočki         | R                      | 114               | Nathan Earle        | R                 |
| 94                       | Declan Irvine            | R                        | 104                    | Viktor Potočki         | R                      | 115               | Yūma Koishi         | 34°               |
| 95                       | Péter Kusztor            | R                        | 105                    | Anže Skok              | NP                     | 116               | Atsushi Oka         | R                 |
| 96                       | David Lozano             | 29°                      | 106                    | Jernej Hribar          | R                      | 119               | Manabu Ishibashi    | R                 |
| Kinan Racing Team        | Kinan Racing Team        | Kinan Racing Team        | Matrix Powertag        | Matrix Powertag        | Matrix Powertag        |                   |                     |                   |
| N°                       | Ciclista                 | Clas.                    | N°                     | Ciclista               | Clas.                  | N°                | Ciclista            | Clas.             |
| 121                      | Yūsuke Hatanaka          | R                        | 131                    | Francisco Mancebo      | 30°                    | 141               |                     |                   |
| 122                      | Drew Morey               | NP                       | 132                    | José Vicente Toribio   | 32°                    | 142               |                     |                   |
| 123                      | Ryan Cavanagh            | 48°                      | 133                    | Geórgios Boúglas       | R                      | 143               |                     |                   |
| 124                      | Yudai Arashiro           | R                        | 134                    | Edgar Nohales          | R                      | 144               |                     |                   |
| 125                      | Yudai Arashiro           | R                        | 135                    | Daiki Yasuhara         | R                      | 145               |                     |                   |
| 126                      | Yugi Tsuda               | R                        | 136                    | Marino Kobayashi       | R                      | 146               |                     |                   |